# Alban d'Entremont
Alban d'Entremont (Yarmouth, 24 de marzo de 1950-Pamplona, 27 de julio de 2024) fue un geógrafo canadiense afincado en España. Profesor emérito de Geografía en la Universidad de Navarra.

## Biografía
Realizó sus primeros estudios universitarios en la Universidad de Sainte-Anne (Nueva Escocia) y en la Universidad de Ottawa (Ontario), en las especialidades de Sociología y Economía. Se graduó en la Universidad Sainte-Anne en 1971, con un trabajo de investigación sobre "Aculturación social y cultural en la región de Baie Sainte-Marie" (Bachelor of Arts), y recibió la Medalla del Gobernador-General de Canadá.
En 1971, se trasladó a Pamplona (España) para realizar estudios de postgrado en Geografía e Historia en la Universidad de Navarra. En 1977 defendió su tesis de Máster en Geografía sobre "El comercio en el área urbana de Pamplona", y en 1982 defendió su tesis doctoral sobre "La población de España, estudio geográfico".
Su especialización académica y profesional se realizó bajo la dirección del profesor Manuel Ferrer Regales, del que fue discípulo y colaborador durante más de treinta años.
En la Universidad de Navarra, realizó labores de administración y de gobierno, en los Institutos de Artes Liberales y Lengua y Cultura Españolas, de los que fue secretario entre 1979 y 1985. Entre 1991 y 1996 fue director del Instituto de Artes Liberales, y entre 1994 y 2011, director del Departamento de Geografía y Ordenación del Territorio. Contribuyó decisivamente a la internacionalización de Universidad de Navarra.
Su labor docente ordinaria se ha realizado primariamente en la Universidad de Navarra, sobre todo en la Facultad de Filosofía y Letras, en la que ha sido titular, entre otras, de las asignaturas “Geografía Humana”, "Geografía Económica" y "Geografía de la Población"; también fue profesor de la asignatura "Población, Ecología y Medio Ambiente" en la Facultad de Ciencias.
Entre 1991 y 1996 fue examinador-jefe de Geografía en la Organización del Bachillerato Internacional.
Estaba casado con Teresa. El matrimonio tuvo tres hijos: Eduardo, Mónica y Miguel, y seis nietos.

## Premios
- Medalla del Gobernador-General de Canadá (1971)[18][19]
- Medalla de Plata de la Universidad de Navarra (1999)[20]

## Entidades con las que ha colaborado
- Unión Geográfica Internacional.
- Fundación Metrópoli – Taller de Ideas Centro de Estudios.
- Instituto de Estudios Pirenaicos
- Universidad Libre Internacional de las Américas.
- Asociación Española de Estudios Canadienses.
- International Baccalaureate Organisation.
- Pontificio Consejo para la Familia.
- Social Trends Institute.

## Publicacciones
Publicó más de cien artículos, quince monografías, doce obras colectivas y numerosos artículos en prensa. Entre las monografías, destacan:
- La población como problema, Madrid: Asociación de Estudios Demográficos-Codespa, 1990.
- Geografía económica, Madrid: Ediciones Cátedra, Colección Geografía Mayor, 1997.
- Diez temas de demografía, Madrid: Ediciones Internacionales Universitarias, 2001.